# Leopoldo II di Lippe
Leopoldo II di Lippe (Detmold, 6 novembre 1796 – Detmold, 1º gennaio 1851) fu principe di Lippe.

## Biografia
Leopoldo II nacque a Detmold, figlio maggiore del principe Leopoldo I di Lippe e della principessa Paolina di Anhalt-Bernburg (1769-1820). Succedette al padre alla di lui morte, il 4 aprile 1802, ma a causa della sua giovane età, la madre svolse il ruolo di reggente fin quando egli non ebbe raggiunto la maggiore età nel 1820.
(Malvida von Meysenbug, Memorie di un idealista)
Come ci riporta la scrittrice Malwida von Meysenbug, che visse da bambina a Detmold, il principe Leopoldo II era schivo e timido per natura, diffidente contro gli sconosciuti e difficilmente trattabile e la sua stessa moglie, la principessa Emilia di Schwarzburg-Sondershausen (nata il 23 aprile 1800), donna buona e gentile per natura, si arrese fedelmente alla rigorosa vita del marito. La coppia ebbe nove figli e condusse una vita di famiglia ideale. Leopoldo II aveva due passioni, la caccia e il teatro, e in particolare in quest'ultima sua passione cercò di proiettare i suoi sforzi maggiori, dedicandovi gran parte dei ricavi dello stato e proteggendo Albert Lortzing quale direttore del teatro di corte a Detmold dal 1826 al 1833.
Come erede politico di sua madre, Leopoldo II ebbe delle controversie costituzionali con i proprietari terrieri del suo principato. L'8 giugno 1819 Paolina aveva concesso in nome del figlio una costituzione temporanea per il paese, creando un parlamento con 21 membri eletto a suffragio diretto, ma poco dopo la nobiltà riuscì ad ottenere l'abrogazione di questa costituzione presso il Bundestag di Francoforte. Il 6 luglio 1836 venne presentata una nuova costituzione, che praticamente non proponeva una rappresentanza adeguata per cittadini, contadini e operai, che costituivano invece la maggioranza della popolazione del principato e questa misura venne approvata. Questo status quo delle cose riuscì a permanere sino al 16 gennaio del 1849 quando, atterrito da ciò che si era verificato in Germania e in Europa con le rivoluzioni del 1848 che in molti casi avevano rovesciato interi governi, Leopoldo II concesse una nuova costituzione, proponendo un parlamento ugualitario, eletto direttamente e per suffragio universale.
Leopoldo morì il 1º gennaio 1851 e venne succeduto dal figlio maggiore Leopoldo.

## Matrimonio e figli
Leopoldo II si sposò ad Arnstadt, il 23 aprile 1820, con la principessa Emilia di Schwarzburg-Sondershausen (1800-1867), dalla quale ebbe i seguenti figli:
- Leopoldo (1821-1875), principe di Lippe, sposò la principessa Elisabetta di Schwarzburg-Rudolstadt
- Luisa (1822-1887), badessa di Cappel e Lemgo
- Valdemaro (1824-1895), principe di Lippe, sposò la principessa Sofia di Baden
- Federica (1825-1897)
- Federico (1827-1854)
- Ermanno (1829-1884)
- Alessandro (1831-1905), principe di Lippe
- Carlo (1832-1834)
- Paolina (1834-1906)

## Ascendenza
|                                                          |                                          |                                                          | Genitori                                                          |  |  | Nonni |  |  | Bisnonni                                 |  |  | Trisnonni                            |  |
|                                                          |                                          |                                                          |                                                                   |  |  |       |  |  | 8. Simone Enrico Adolfo di Lippe-Detmold |  |  | 16. Federico Adolfo di Lippe-Detmold |  |
|                                                          |                                          |                                                          |                                                                   |  |  |       |  |  | 8. Simone Enrico Adolfo di Lippe-Detmold |  |  | 16. Federico Adolfo di Lippe-Detmold |  |
|                                                          |                                          | 17. Giovanna Elisabetta di Nassau-Dillenburg             |                                                                   |  |  |       |  |  | 8. Simone Enrico Adolfo di Lippe-Detmold |  |  |                                      |  |
| 4. Simone Augusto di Lippe-Detmold                       |                                          |                                                          |                                                                   |  |  |       |  |  | 8. Simone Enrico Adolfo di Lippe-Detmold |  |  |                                      |  |
|                                                          |                                          | 9. Giovannetta Guglielmina di Nassau-Idstein             | 18. Giorgio Augusto di Nassau-Idstein                             |  |  |       |  |  |                                          |  |  |                                      |  |
|                                                          |                                          | 9. Giovannetta Guglielmina di Nassau-Idstein             | 18. Giorgio Augusto di Nassau-Idstein                             |  |  |       |  |  |                                          |  |  |                                      |  |
|                                                          |                                          | 9. Giovannetta Guglielmina di Nassau-Idstein             | 19. Enrichetta Dorotea di Oettingen-Oettingen                     |  |  |       |  |  |                                          |  |  |                                      |  |
| 2. Leopoldo I di Lippe                                   |                                          | 9. Giovannetta Guglielmina di Nassau-Idstein             |                                                                   |  |  |       |  |  |                                          |  |  |                                      |  |
|                                                          |                                          | 10. Leopoldo II di Anhalt-Dessau                         | 20. Leopoldo I di Anhalt-Dessau                                   |  |  |       |  |  |                                          |  |  |                                      |  |
|                                                          |                                          | 10. Leopoldo II di Anhalt-Dessau                         | 20. Leopoldo I di Anhalt-Dessau                                   |  |  |       |  |  |                                          |  |  |                                      |  |
|                                                          |                                          | 10. Leopoldo II di Anhalt-Dessau                         | 21. Anna Luisa Föhse                                              |  |  |       |  |  |                                          |  |  |                                      |  |
| 5. Maria Leopoldina di Anhalt-Dessau                     |                                          | 10. Leopoldo II di Anhalt-Dessau                         |                                                                   |  |  |       |  |  |                                          |  |  |                                      |  |
|                                                          |                                          | 11. Gisella Agnese di Anhalt-Köthen                      | 22. Leopoldo di Anhalt-Köthen                                     |  |  |       |  |  |                                          |  |  |                                      |  |
|                                                          |                                          | 11. Gisella Agnese di Anhalt-Köthen                      | 22. Leopoldo di Anhalt-Köthen                                     |  |  |       |  |  |                                          |  |  |                                      |  |
|                                                          |                                          | 11. Gisella Agnese di Anhalt-Köthen                      | 23. Federica Enrichetta di Anhalt-Bernburg                        |  |  |       |  |  |                                          |  |  |                                      |  |
| 1. Leopoldo II di Lippe                                  |                                          | 11. Gisella Agnese di Anhalt-Köthen                      |                                                                   |  |  |       |  |  |                                          |  |  |                                      |  |
|                                                          | 12. Vittorio Federico di Anhalt-Bernburg | 24. Carlo Federico di Anhalt-Bernburg                    |                                                                   |  |  |       |  |  |                                          |  |  |                                      |  |
|                                                          | 12. Vittorio Federico di Anhalt-Bernburg | 24. Carlo Federico di Anhalt-Bernburg                    |                                                                   |  |  |       |  |  |                                          |  |  |                                      |  |
|                                                          | 12. Vittorio Federico di Anhalt-Bernburg | 25. Sofia Albertina di Solms-Sonnenwalde                 |                                                                   |  |  |       |  |  |                                          |  |  |                                      |  |
| 6. Federico Alberto di Anhalt-Bernburg                   | 12. Vittorio Federico di Anhalt-Bernburg |                                                          |                                                                   |  |  |       |  |  |                                          |  |  |                                      |  |
|                                                          |                                          | 13. Albertina di Brandeburgo-Schwedt                     | 26. Alberto Federico di Brandeburgo-Schwedt                       |  |  |       |  |  |                                          |  |  |                                      |  |
|                                                          |                                          | 13. Albertina di Brandeburgo-Schwedt                     | 26. Alberto Federico di Brandeburgo-Schwedt                       |  |  |       |  |  |                                          |  |  |                                      |  |
|                                                          |                                          | 13. Albertina di Brandeburgo-Schwedt                     | 27. Maria Dorotea di Curlandia                                    |  |  |       |  |  |                                          |  |  |                                      |  |
| 3. Paolina di Anhalt-Bernburg                            |                                          | 13. Albertina di Brandeburgo-Schwedt                     |                                                                   |  |  |       |  |  |                                          |  |  |                                      |  |
|                                                          |                                          | 14. Federico Carlo di Schleswig-Holstein-Sonderburg-Plön | 28. Cristiano Carlo di Schleswig-Holstein-Sonderburg-Plön-Norburg |  |  |       |  |  |                                          |  |  |                                      |  |
|                                                          |                                          | 14. Federico Carlo di Schleswig-Holstein-Sonderburg-Plön | 28. Cristiano Carlo di Schleswig-Holstein-Sonderburg-Plön-Norburg |  |  |       |  |  |                                          |  |  |                                      |  |
|                                                          |                                          | 14. Federico Carlo di Schleswig-Holstein-Sonderburg-Plön | 29. Dorotea Cristina di Aichelberg                                |  |  |       |  |  |                                          |  |  |                                      |  |
| 7. Luisa Albertina di Schleswig-Holstein-Sonderburg-Plön |                                          | 14. Federico Carlo di Schleswig-Holstein-Sonderburg-Plön |                                                                   |  |  |       |  |  |                                          |  |  |                                      |  |
|                                                          |                                          | 15. Cristiana Irmingarda di Reventlow                    | 30. Cristiano Detlov di Reventlow                                 |  |  |       |  |  |                                          |  |  |                                      |  |
|                                                          |                                          | 15. Cristiana Irmingarda di Reventlow                    | 30. Cristiano Detlov di Reventlow                                 |  |  |       |  |  |                                          |  |  |                                      |  |
|                                                          |                                          | 15. Cristiana Irmingarda di Reventlow                    | 31. Benedetta Margherita di Brockdorff                            |  |  |       |  |  |                                          |  |  |                                      |  |
|                                                          |                                          | 15. Cristiana Irmingarda di Reventlow                    |                                                                   |  |  |       |  |  |                                          |  |  |                                      |  |